# Mayville (Dacota do Norte)
Mayville é uma cidade localizada no estado americano da Dakota do Norte, no Condado de Traill. A sua área é de 4,2 km², sua população é de 1 953 habitantes, e sua densidade populacional é de 468,4 hab/km² (segundo o censo americano de 2000). É a e maior cidade del condado.